# Mohamed Masson
 (mars 2025).
Si vous disposez d'ouvrages ou d'articles de référence ou si vous connaissez des sites web de qualité traitant du thème abordé ici, merci de compléter l'article en donnant les références utiles à sa vérifiabilité et en les liant à la section « Notes et références ».
Mohamed Masson, né le 5 octobre 1912 à Casablanca et décédé le 20 septembre 1983 dans la même ville, est un ancien joueur et entraîneur de football marocain, connu pour avoir longtemps dirigé l'équipe nationale marocaine de 1960 jusqu'à 1967.
Il fut également entraîneur-adjoint de l'histoire d'équipe du Wydad AC entre 1952 et 1953 et entraîneur de 1956 à 1965, et de 1966 à 1969, avec qui il a gagné 2 Championnats, 3 Supercoupe, 2 Coupes d'Élite, 1 Coupe d'Ouverture du Saison et la fameuse Coupe de l'Indépendance.

## Biographie
Entre 1930 et 1936, Mohamed Masson touche ses premiers ballons dans l'Union Sportive Athlétique (U.S.A), Il y joue au poste d'ailier gauche.
En 1937, il fait partie, avec entre autres Mohamed Benjelloun et Mohamed Benlahcen (Père Jégo), des Pères Fondateurs qui ont milité et créé l'équipe de WAC, et il fait partie du comité directeur du Wydad Athletic Club, section football.
Lors de la création de la section football de WAC en 1939, Massoun quitte l'équipe de l'USA et joue au Wydad à son  poste de prédilection : ailier gauche de 1939 à 1950 et il est dans l'équipe de WAC qui remporte son premier Championnat du Maroc en 1947/1948 et également en 1948/1949 lorsque le Wydad remporte le Championnat du Maroc, le Championnat d'Afrique du Nord et la Coupe d'Afrique du Nord ;un triplé historique et exceptionnel pour cette année de 1949. En 1952, il devient entraîneur du Wydad lorsque le Père Jégo quitte le club de Wydad pour une année sabbatique.
Entraîneur de Wydad pendant près de 15 ans, Mohamed Massoun remporte pendant cette période le championnat du Maroc, participe aux compétitions de la Coupe d'Afrique du Nord, du Championnat d'Afrique du Nord, et participe aux éliminatoires de la Coupe de France en rencontrant les équipes de Besançon et de l'AS Saint-Étienne. Après l’indépendance du Maroc, il remporte avec le Wydad des titres tel que la Coupe de l'Indépendance en 1956 et trois titres de la Botola Pro en 1955 et 1957, ainsi qu'il était vice-champion du Maroc en 1958. Il a été quatre fois finaliste de la Coupe du Trône de football mais ne l'a jamais remporté avec son club.
Durant cette période, de nombreux joueurs se sont épanouis sous sa direction et ont rejoint la Sélection Nationale, certains d'entre eux ont fait une carrière professionnelle dans une équipe Européenne (France, Espagne) et nous nommons Abdeslem, Chtouki, Driss, Kacem, Affari, Belhassan, Bettache, Tibari, Azhar, Si Mohamed, Lahbib, Abdallah Settati, Gomez, Acila Abderrahman, Nino, Ould Elbayad, Mayet, Larbi, Khalfi, Beggar, Abdelkader, Mustapha, Hajjami, Reddani, Sahraoui, Abdelaziz, Bouzidi, Abdelkébir, et nous regrettons de ne pouvoir citer et rappeler à la mémoire des sportifs marocains l'ensemble des grands noms qui ont porté haut les couleurs de Wydad.
Mohamed Massoun a été également entraîneur des autres équipes comme : 
- SCC Mohammédia 1962-1967
- Racing AC 1967/68
- OCE Casablanca 1968-1974

Il était diplômé par la Fédération française de football et avait le titre d'entraîneur fédéral.
- Juillet 1951, Oran Certificat d'Initiateur de Jeunes à la Pratique du Football (F.F.F)
- Juillet 1952, Alger Diplôme d'Entraîneur Régional de  (F.F.F)
- Juin 1959, Rabat Diplôme d'Entraîneur Fédéral (F.R.M.F)
- AVRIL   1970  RABAT Stage Technique sous l'égide du C.I.S.M
- MAI     1978  RABAT Reconnaissance en tant que Cadre Technico-Éducatif Marocain avec le titre de Entraineur National Instructeur

Il est devenu entraîneur de l’équipe du Maroc de football en Novembre 1960 1960 lors d'un match amical de l'équipe nationale du MAROC contre l'ALLEMAGNE DE L'EST (RDA) à Casablanca et ce en préparation du match d'appui à jouer contre la Tunisie à Palerme;ainsi Mohamed Masson prend le relais de Benbarek dans la mission de qualification du Maroc au tour suivant des éliminatoires de la coupe du monde de football devant se tenir au Chili en 1962. Massoun Mohamed (Masson) était en 1959 et 1960 responsable de l'équipe nationale junior.
Mohamed Massoun (Masson) reste l’entraîneur de l'Équipe Nationale du Maroc de Novembre 1960 jusqu’à Novembre 1967. Au cours de cette période, il dispute avec l’Equipe Nationale du Maroc les tours préliminaires de qualification pour la Coupe du monde de football 1962. Sous sa houlette, le Maroc a rencontré la sélection d’Espagne en novembre 1961 à Casablanca et à Madrid. En ce temps-là, l’Espagne comprenait des célébrités telles que Di Stéfano, Puskás, Gento, del Sol, Santamaría. Les couleurs du Maroc étaient défendues par Bettache, Labied, Jdidi, Mohamed Tibari, Azhar, Akesbi, Belmahjoub, Tatum, Riahi, Larbi, Abdallah Antaki. Pour ces deux matchs, Ahmed Antifit, secrétaire général de la FRMF fait appel à Kader Firoud (entraîneur de Nîmes, France) pour seconder Massoun Mohamed et apporter un coaching professionnel à l’équipe du Maroc contre l’Espagne. 
Mohamed Massoun (Masson) a qualifié le Maroc aux Jeux olympiques d'été de 1964 à Tokyo et il a mené le MAROC aux portes de la qualification aux Jeux Olympiques d'été de 1968 qui se sont déroulés à MEXICO. 
Le Maroc a joué et a été représenté honorablement par les joueurs sélectionnés contre des pays comme la Russie, l’Allemagne, la France, l’Italie,l'Espagne, la Roumanie, l'Allemagne de l'Est (ex RDA )la Bulgarie, la Pologne, la Hongrie, l'ex Yougoslavie, la Suisse, l’Arabie saoudite, l'Égypte, le Nigéria, l'Éthiopie, le Ghana, le Sénégal, l’Algérie, la Tunisie que ce soit dans des rencontres amicales ou lors des rencontres qualificatives aux jeux Olympiques de 1964 et 1968 ou en coupe du monde de 1962 et 1966 ou des participations aux jeux Méditerranéens de Naples (Italie) et Tunis (Tunisie) ou des jeux panarabes de Casablanca en 1961 ou du Caire (Egypte) et ceux-ci entre 1960 et 1967.
En Équipe Nationale du Maroc, Massoun Mohamed (Masson) a dirigé et coaché les meilleurs joueurs dans leur poste comme Labied, Beggar, Abdelkader, Allal, Bettache, Tibari, Larbi, Abdallah, Ryahi, Mekki, Akesbi, Khalfi, Belmahjoub, Brahim Tatum, Azhar, Jdidi, Mohamed, Hmimou, Maati,  Filali, Marghfour, Bamous, Lamari, Boujemaa, Ammar, Ali (Aliouate), Hoummane, Hamid, Saiid, Baba Mohamed, Zinaya, Ali (Rac), Sadni, Moulay Idriss, Sahraoui, Tazi, Fadili, Raiis, Ramdane, Mokhtatif, Hajjami, Milazzo, Khalifa, Bouassa, Glaoua, Faras, Azzaoui, Bhaeja, Alaoui, Tahar, et bien d'autres qui ont porté et défendu les couleurs Nationales avec cœur et une volonté à toute épreuve ; l'ensemble de ces sélectionnés étaient issus des clubs marocains ainsi que les joueurs professionnels comme Bettache, Tibari, Abdallah, Ryahi, Akesbi, Khalfi, Brahim Tatum, Belmahjoub, Azhar, Jdidi, Baba Mohamed, tous ces professionnels sont nés au Maroc, formés et font leurs classes dans les clubs Marocains. L'Equipe Nationale Marocaine était la Vitrine du Football Marocain. Elle représentait le niveau élevé de ce Football des années 1960-1970 et préparait ainsi la relève pour les années 1980 .  
Massoun Mohamed (Masson), pendant cette période des années 1960, était associé dans le Comité d'organisation du tournoi amical MOHAMED V qui se déroulait en été à Casablanca ; et qui réunissait quatre grandes équipes chaque année telles que Réal Madrid, A C Milan, Reims, Boca Juniors, Botafogo, Barcelone, Atlético Madrid, Bilbao, Etoile Rouge Belgrade, Partizan Belgrade, Inter de Milan et bien d'autres équipes prestigieuses du moment.
Dans un autre projet initié par Mekouar Abderrazak, ancien président du Wydad de Casablanca, Mohamed Massoun (Masson) s’est investi dans la création de la première école de football par le WAC au Maroc. Il assure ensuite la direction et la gestion de l'école de football du Wydad de Casablanca, il propose les moyens matériels, éducatifs, pédagogiques et met en place les programmes dispensés. Il fixe également le nombre maximum d'enfants pour les première et deuxième années afin de dispenser une qualité d'un apprentissage sportif en général et footballistique en particulier depuis leur plus jeune âge. Cela a été conduit par Massoun Mohamed (Masson) pendant plusieurs années jusqu'au 20 septembre 1983, jour de son décès à l'âge de 71 ans.
Mohamed Massoun (Masson) a été décoré par Hassan II, en 1963 du Wissam Arryadi et en 1972, du Wissan Arrida.
Mohamed Massoun (Masson) ne communiquait pas beaucoup, c’était un homme de terrain, aussi il avait pris un carnet qu’il avait appelé « La Reprise de Volée » où il retranscrivait ses réflexions, ses observations et reprenait certaines parties de ses lectures d’articles ou de revues donnant lieu à un lien avec le sport.

## Palmarès
- Avec le Wydad AC (Joueur) :
- Championnat du Maroc Pro1 (4)

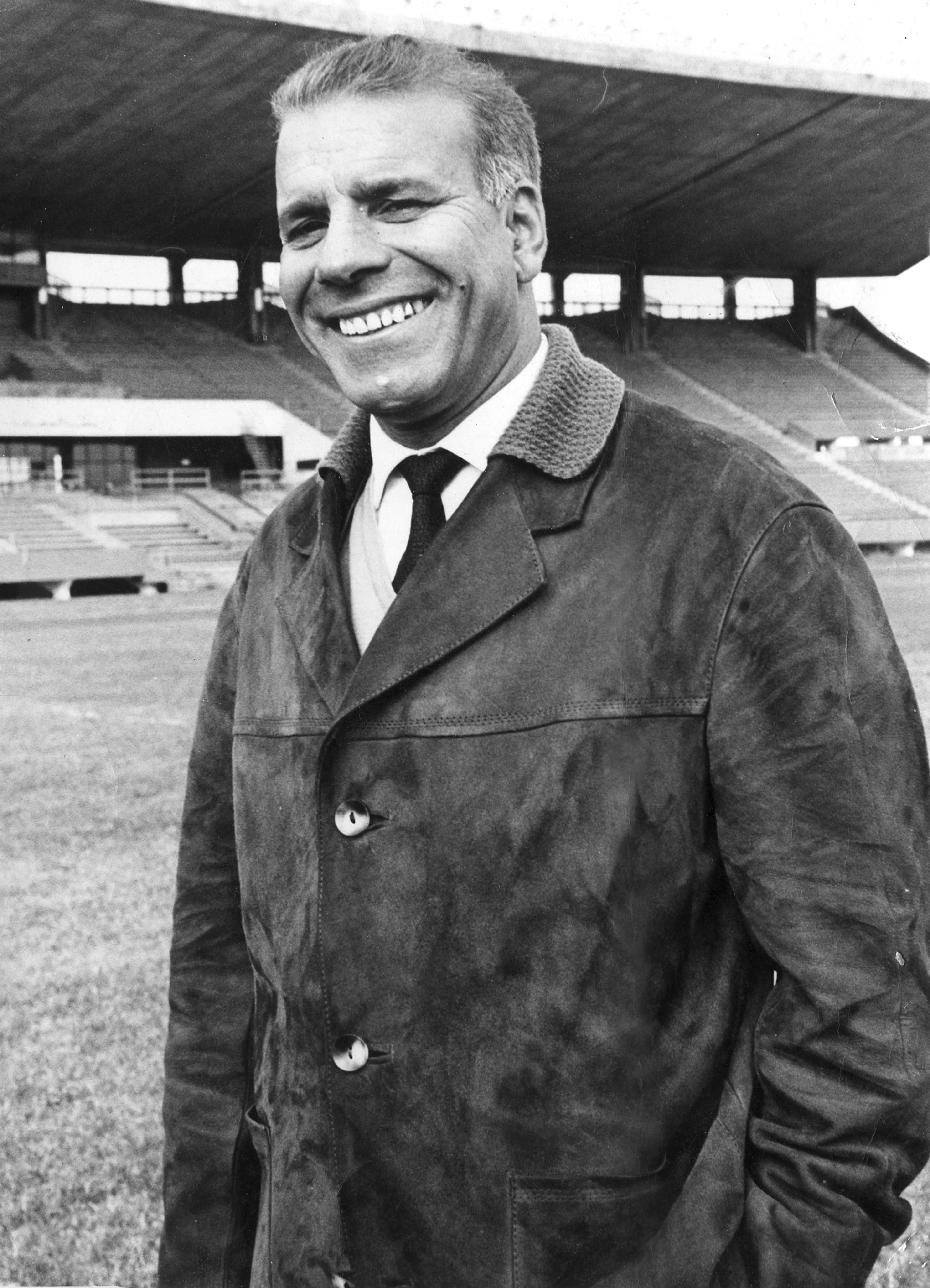
Mohamed Massoun étant entraineur de l'équipe national du Maroc lors des éliminatoires de la Coupe du Monde.

  - Champion : 1948, 1949, 1950, 1951

- Supercoupe du Maroc (6)
  - Vainqueur : 1940, 1946, 1948, 1949, 1950, 1951

- Coupe d'Ouverture de la Saison (3)
  - 1948, 1949, 1950

- Coupe d'Élite du Maroc (3)
  - Vainqueur : 1945, 1947, 1951

- UNAF Ligue des Champions (3)
  - Champion : 1948, 1949, 1950

- UNAF Supercoupe (2)
  - Vainqueur : 1948, 1949

- Coupe de Casablanca (2)
  - Vainqueur : 1948, 1949

- Championnat du Maroc Pro2 (1)
  - Champion : 1942

- Championnat du Maroc Promotion (1)
  - Champion : 1942

- Ligue du Chaouia (1)
  - Champion : 1946

- Critérium du Maroc (Zone Sud) (1)
  - Vainqueur : 1946

- UNAF Coupe des Vainqueurs (1)
  - Vainqueur : 1949

- Avec le Wydad AC (Entraîneur) :
- Championnat du Maroc (3)
  - Champion : 1955, 1957, 1966

- Supercoupe du Maroc (3)
  - Vainqueur : 1955, 1957, 1966

- Coupe d'Ouverture de la Saison (1)
  - Vainqueur : 1952

- Coupe d'Élite du Maroc (1)
  - Vainqueur : 1955

- Coupe de l'Indépendance (1)
  - Vainqueur : 1956

- Avec L'Equipe National Marocaine :
- Qualification pour les jeux olympiques en 1983